# يوريدين منقوص الأكسجين
اليوريدين منقوص الأكسجين (بالإنجليزية: Deoxyuridine)‏ هو نيوكليوسيد يتكون من ارتباط قاعدة البيريميدين يوراسيل مع ريبوز منقوص الأكسجين. ولكونه ريبونوكليوسيد منقوص الأكسجين فإنه عادة غير موجود في الدنا لكن يمكن تشكيله بنزع أمين السيتيدين منقوص الأكسجين وهي عملية تلقائية تتم ببطئ في وجود الأكسجين، جميع الخلايا الحية تتميز بآلية إصلاح رابطة الدنا هذه التي يمكن أن تتسب في طفرات للجينوم.

## علم الأدوية
الإيدوكسوريدين و اليوريدين ثلاثي الفلور يستخدمان في أدوية مضادات الفيروسات وبنيتهما مماثلة كفاية ليتم إدراجها كجزء من تضاعف الدنا، لكنهما يحويان مجموعات جانبية في قاعدة اليوراسيل (يود ومجموعة ميثيل ثلاثي الفلور (-CF3)على التوالي) تمنعان ترابط القواعد.
أحد الاستعمالات المعروفة لليوريدين.م هو كونه مادة أولية لتصنيع الإيدوكسودين.